# ناتشو يانيز
ناتشو يانيز (بالإسبانية: Nacho Yáñez)‏ مواليد 11 أبريل 1973 في إسبانيا، هو لاعب كرة سلة محترف إسباني معتزل بدأ مسيرته الاحترافية في سنة 1992. يبلغ طوله 6 قدم 8 بوصة (2.0 م). اعتزل اللعب في 2012.

## فرق لعب لها
- بالونكيستو فوينلابرادا
- جامعة كمبلوتنسي بمدريد
- سي بي إستوديانتس

## روابط خارجية
- ناتشو يانيز على موقع الدوري الإسباني لكرة السلة (الإسبانية)
- ناتشو يانيز على موقع كرة السلة الأوروبية.كوم (الإنجليزية)
- ناتشو يانيز على موقع ريلجم (الإنجليزية)
- ناتشو يانيز على موقع سبورتس رفرنس (الإنجليزية)
- ناتشو يانيز على موقع الدوري الإسباني لكرة السلة (الإسبانية)